# 산텔리아피우메라피도
산텔리아피우메라피(이탈리아어: Sant'Elia Fiumerapido)는 이탈리아 라치오주 프로시노네도에 위치한 코무네다.
작곡가 주세페 보젤리는 1841년 산텔리아피우메라피도에서 태어났다. 영화의 일부인 코만도 전략(The Devil's Brigade)이 1967년에 이곳에서 촬영되었다.